# Shinagawa Takahisa
Shinagawa Takahisa est un nom japonais traditionnel ; le nom de famille (ou le nom d'école), Shinagawa, précède donc le prénom (ou le nom d'artiste).
Shinagawa Takahisa (品川 高久, 1576-1er septembre 1639) est un samouraï du début de l'époque d'Edo, au service du clan Tokugawa. Fils d'Imagawa Ujizane, il occupe la charge de hatamoto.

## Source
- (en) Cet article est partiellement ou en totalité issu de l’article de Wikipédia en anglais intitulé « Shinagawa Takahisa » (voir la liste des auteurs).